# Basket Poznań
Basket Poznań (ze względów sponsorskich występujący w rozgrywkach ligowych jako Enea Basket Poznań) – polski klub koszykarski z Poznania, występujący w I lidze męskiej. W latach 2012–2015 nosił nazwę Basket Suchy Las i grał w Suchym Lesie, a w latach 2010–2012 występował pod nazwą Basket Junior Poznań.
Basket Junior Poznań powstał w 2010 roku w celu szkolenia dzieci i młodzieży. Zespół początkowo funkcjonował jako PBG Basket Junior Poznań przy klubie PBG Basket Poznań. W tym czasie oprócz rozgrywek juniorskich występował także w III lidze. Po wycofaniu się firmy PBG z dalszego finansowania poznańskiej koszykówki klub przeniósł się do Suchego Lasu, przyjmując nazwę Basket Suchy Las, wykupując także dziką kartę do udziału w rozgrywkach II ligi. Na tym poziomie rozgrywkowym Basket występował przez 3 kolejne sezony – zajmując kolejno 10. (sezon 2012/2013), 9. (sezon 2013/2014) i 6. (sezon 2014/2015) pozycję. Latem 2015 roku klub wykupił dziką kartę do udziału w rozgrywkach I ligi, jednocześnie ponownie przenosząc się do Poznania (od sezonu 2015/2016 w Suchym Lesie grać będzie druga drużyna Basketu).

## Skład 2017/2018
Stan na 17 listopada 2017, na podstawie, o ile nie zaznaczono inaczej.
| Nr | Poz. | Nar.   | Nazwisko i imię     | Data urodzenia | Wzrost | Masa ciała |
| -- | ---- | ------ | ------------------- | -------------- | ------ | ---------- |
| 0  | PG   | Polska | Woroniecki, Marcin  | 2000-03-13     | 186 cm |            |
| 3  | G    | Polska | Samsonowicz, Michał | 1998-08-07     | 187 cm |            |
| 5  | PG   | Polska | Tomaszewski, Marcin | 1998-07-18     | 193 cm |            |
| 6  | SG   | Polska | Fiszer, Jakub       | 1995-06-29     | 187 cm |            |
| 7  | SF   | Polska | Gruszczyński, Dawid | 1997-03-08     | 194 cm |            |
| 8  | G/F  | Polska | Bręk, Mateusz       | 1994-04-02     | 192 cm |            |
| 9  | F    | Polska | Struski, Filip      | 1994-06-23     | 200 cm |            |
| 11 | G/F  | Polska | Smorawiński, Tomasz | 1987-03-04     | 196 cm |            |
| 12 | C    | Polska | Metelski, Adam      | 1983-11-26     | 206 cm |            |
| 13 | C/F  | Polska | Czyż, Mikołaj       | 1998-06-02     | 205 cm |            |
| 14 | PF   | Polska | Kurpisz, Mikołaj    | 1998-05-03     | 202 cm |            |
| 15 | C    | Polska | Simon, Jakub        | 1996-02-29     | 202 cm |            |
| 16 | PF   | Polska | Giżyński, Jarosław  | 1999-04-08     | 196 cm |            |
| 55 | PG   | Polska | Wieloch, Piotr      | 1994-03-07     | 182 cm |            |

Trener:  Przemysław Szurek
 Asystenci: Daniel Cejba